# Rökdykning

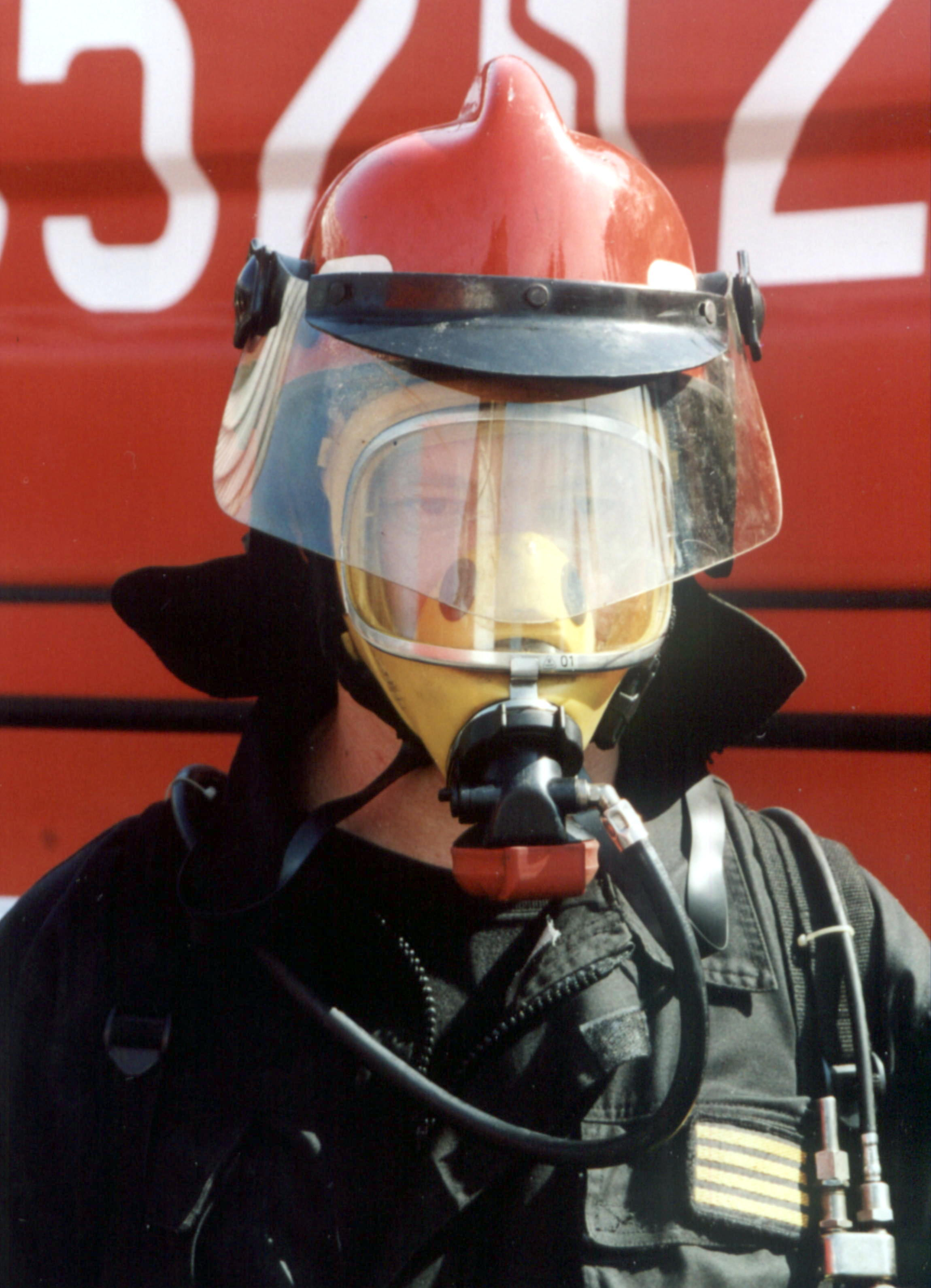

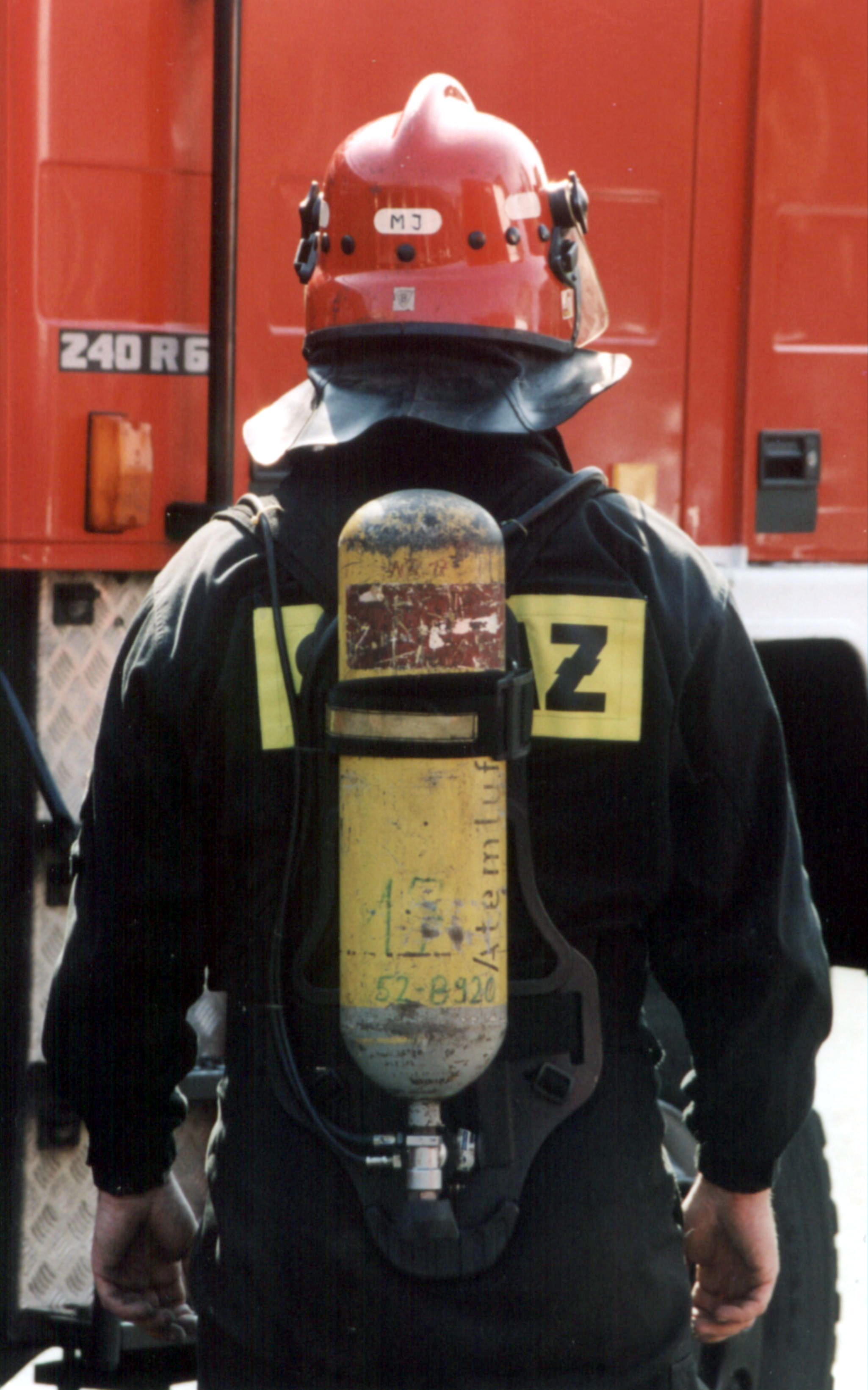

Rökdykning innebär inträngning i tät brandrök, vanligen för att rädda liv eller för att släcka brand. Rökdykning innebär en skyddsnivå, och är därför reglerad av arbetsmiljömyndigheterna. Ibland används begreppet också om åtgärder, i första hand livräddning men även släckarbete inne i byggnaden. 

## Rökdykning i Sverige
Merparten av rökdykning i Sverige bedrivs av den kommunala räddningstjänsten. Den regleras av en speciell föreskrift utgiven av Arbetsmiljöverket, "Rök- och kemdykning", AFS 2007:7. Där beskrivs bland annat rollerna vid rökdykning, utrustning, utbildning och medicinska krav.
Vid rökdykning på land arbetar man alltid i par (till sjöss gäller andra regler). För sin säkerhet har rökdykarna skyddskläder, andningsapparater och strålrör. Utanför byggnaden finns en rökdykarledare som håller kontakt med rökdykarna via radio, en pumpskötare som håller koll på säkert vatten samt en arbetsledare.

## Förkortningar
Generellt förkortas rökdykare med "RD", och rökdykarledare med "RDL". Inom räddningstjänsten är det vanligare att man använder dessa förkortningar än att säga de fullständiga titlarna.